# Liste der Gouverneure der Pitcairninseln

Flagge des Gouverneurs

Laut der Verfassung der Pitcairninseln steht dem Britischen Überseegebiet ein vom britischen Monarchen ernannter Gouverneur vor. Aufgrund der geringen Bevölkerung der Pitcairninseln, war traditionell von 1898 bis 1970 der Gouverneur von Fidschi auch für die Pitcairninseln berufen. Seit der Unabhängigkeit Fidschis ist stets der britische Hochkommissar in Neuseeland auch Gouverneur der Pitcairninseln.

## Gouverneure
| Nr. | Name                              | Lebensdaten                       | Amtszeit                           | Foto |
| --- | --------------------------------- | --------------------------------- | ---------------------------------- | ---- |
|     | Liste der Gouverneure von Fidschi | Liste der Gouverneure von Fidschi | 1898 – 1970                        |      |
| 2   | David Aubrey Scott                | 1919–2010                         | Januar 1973 – Januar 1975          |      |
| 3   | Harold Smedley                    | 1920–2004                         | Februar 1976 – 1980                |      |
| 4   | Richard Stratton                  | 1924–1988                         | September 1980 – 1984              |      |
| 5   | Terence O’Leary                   | 1928–2006                         | Juli 1984 – 1987                   |      |
| 6   | Robin Byatt                       | 1930–                             | Dezember 1987 – 1990               |      |
| 7   | David Moss                        | 1938–                             | September 1990 – 1994              |      |
| 8   | Robert John Alston                | 1938–                             | August 1994 – 10. Februar 1998     |      |
| 9   | Martin Williams                   | 1941–                             | April 1998 – 2001                  |      |
| 10  | Richard Fell                      | 1948–                             | 10. Dezember 2001 – April 2006     |      |
| 11  | George Fergusson                  | 1955–                             | 2. Mai 2006 – 18. Mai 2010         |      |
|     | Mike Cherrett stellvertretend     | 1964–                             | 19. Mai 2010 – 3. Juni 2010        |      |
| 12  | Victoria Treadell                 | 1959–                             | 3. Juni 2010 – Juli 2014           |      |
| 13  | Jonathan Sinclair                 | 1970–                             | 15. August 2014 – 9. Dezember 2017 |      |
| 14  | Laura Clarke                      |                                   | 25. Januar 2018 – 7. Juli 2022     |      |
| 15  | Iona Thomas                       |                                   | seit dem 3. August 2022            |      |